# Dorcadion bouilloni
Dorcadion bouilloni là một loài bọ cánh cứng trong họ Cerambycidae.